# گرآباد (بخش مرکزی سنندج)
گرآباد یک روستا در ایران است که در استان کردستان واقع شده‌است. گرآباد ۲۲۱ نفر جمعیت دارد.
این روستا افراد شاخص و با سوادی داشته مثل حاجی احمد قوامی شاعر و نویسنده کتاب سنجرخان و حبیب الله قوامی شاعر
(سوران قوامی)  